# Lauxania anceps
Lauxania anceps är en tvåvingeart som beskrevs av Charles Howard Curran 1938. Lauxania anceps ingår i släktet Lauxania och familjen lövflugor.
Artens utbredningsområde är Zimbabwe. Inga underarter finns listade i Catalogue of Life.